# Anton Ipsen
Anton Ipsen, född 4 september 1994, är en dansk simmare.
Ipsen tävlade för Danmark vid olympiska sommarspelen 2016 i Rio de Janeiro, där han blev utslagen i försöksheatet på 400 och 1 500 meter frisim. Vid olympiska sommarspelen 2020 i Tokyo blev Ipsen återigen utslagen i försöksheatet i två grenar. Han slutade på 21:a plats på 800 meter frisim och på 14:e plats på 1 500 meter frisim.